# 肯氏圓魨
肯氏圓魨為輻鰭魚綱魨形目四齒魨亞目四齒魨科的其中一種，為熱帶海水魚，分布於中太平洋東部哥斯大黎加至秘魯海域，體長可達18公分，棲息在沿海沙泥底質底層水域，生活習性不明。

## 扩展阅读
維基物種上的相關：肯氏圓魨